# IC 4169
IC 4169 је галаксија у сазвјежђу Ловачки пси која се налази на листи објеката дубоког неба у Индекс каталогу.
Деклинација објекта је + 38° 46' 25" а ректасцензија 13h 5m 12,5s. Привидна величина (магнитуда) објекта IC 4169 износи 15,0 а фотографска магнитуда 16,0.